# جزر كاي

خريطة جزر الملوك وبضمنها جزر كاي

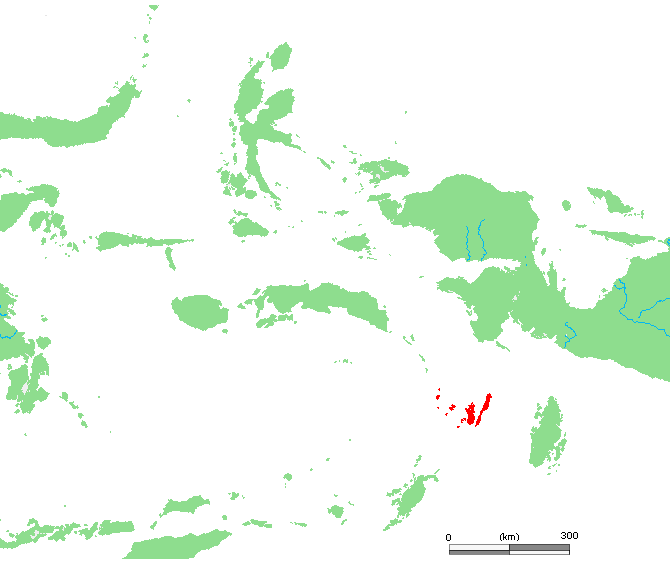
خريطة جزر الملوك وبضمنها جزر كاي باللون الأحمر

خريطة التقسيمات الإدارية لمنطقة جزر الملوك وتظهر فيها جزر كاي

جزر كاي وهي مجموعة الجزر الواقعة في أقصى جنوب شرق جزر الملوك في أندونيسيا، وهي تتبع مقاطعة مالوكو.
يسميها سكان الجزر بجزر إيفاف أو أرض إيفاف، لكن (كاي) هو الاسم المعروف بين سكان الجزر المجاورة. كاي هي في الواقع التهجئة الهولندية في الحقبة الاستعمارية، والتي لا تزال معتمدة في الكتب القديمة والمصادر. تقع الجزر هي على طرف بحر باندا، إلى الجنوب من شبه جزيرة رأس الطائر في غينيا الجديدة، وغرب جزر آرو، وشمال شرق جزر تانيمبار. وتقع شرق مجمعة جزر صغيرة تسمى جزر تاياندو.

## مجموعة الجزر
المجموعة مكنة من جزر عديدة أبرزها:
- جزيرة كاي الكبرى
- جزيرة كاي الصغرى
- جزيرة تنيمبار كاي
- جزيرة كاي دولاه (أو دو)
- جزيرة دولاه لاوت (أو دو روا)
- جزيرة كور
- جزيرة تآم
- جزر تاياندو

مساحة الجزر الإجمالية تبلغ 1438 كيلومتر مربع (555 ميل مربع).

## السكان
جزيرة كاي الكبرى جبلية وتحتوي غابات كثيفة. جزيرة كاي الصغرى فيها عدد أكبر من السكان، وهي منبسطة. في أصل هي مكونة من الشعاب المرجانية. العاصمة الإدارية هي مدينة توال، التي تسكنها غالبية من المسلمين. قرية لانجور القريبة من مركز للمسيحيين.

## السياحة
تشتهر جزر كاي بجمال شواطئها، كساحل باسير بانجانغ.